# Dolina Długa

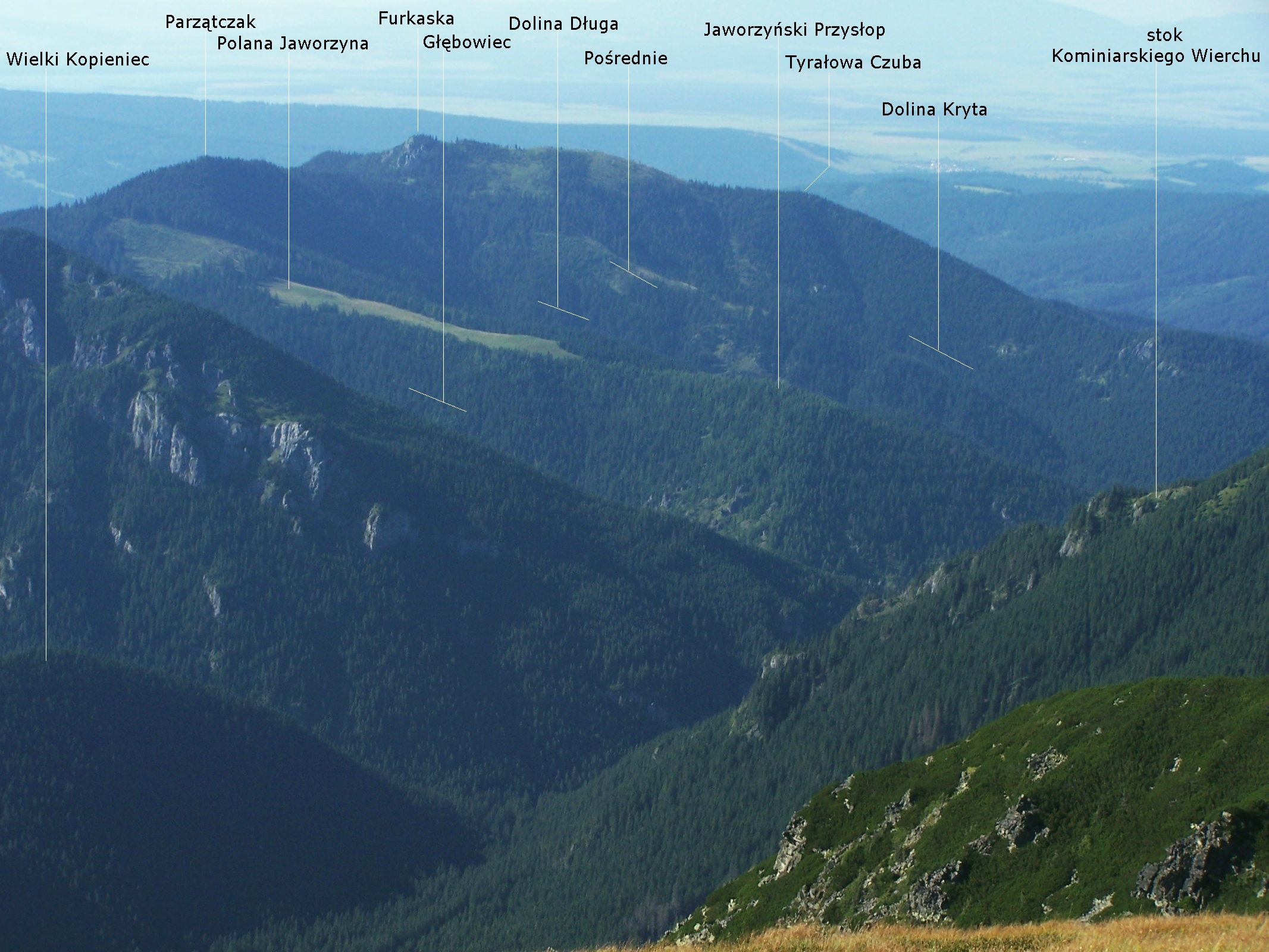
Widok z Ornaku

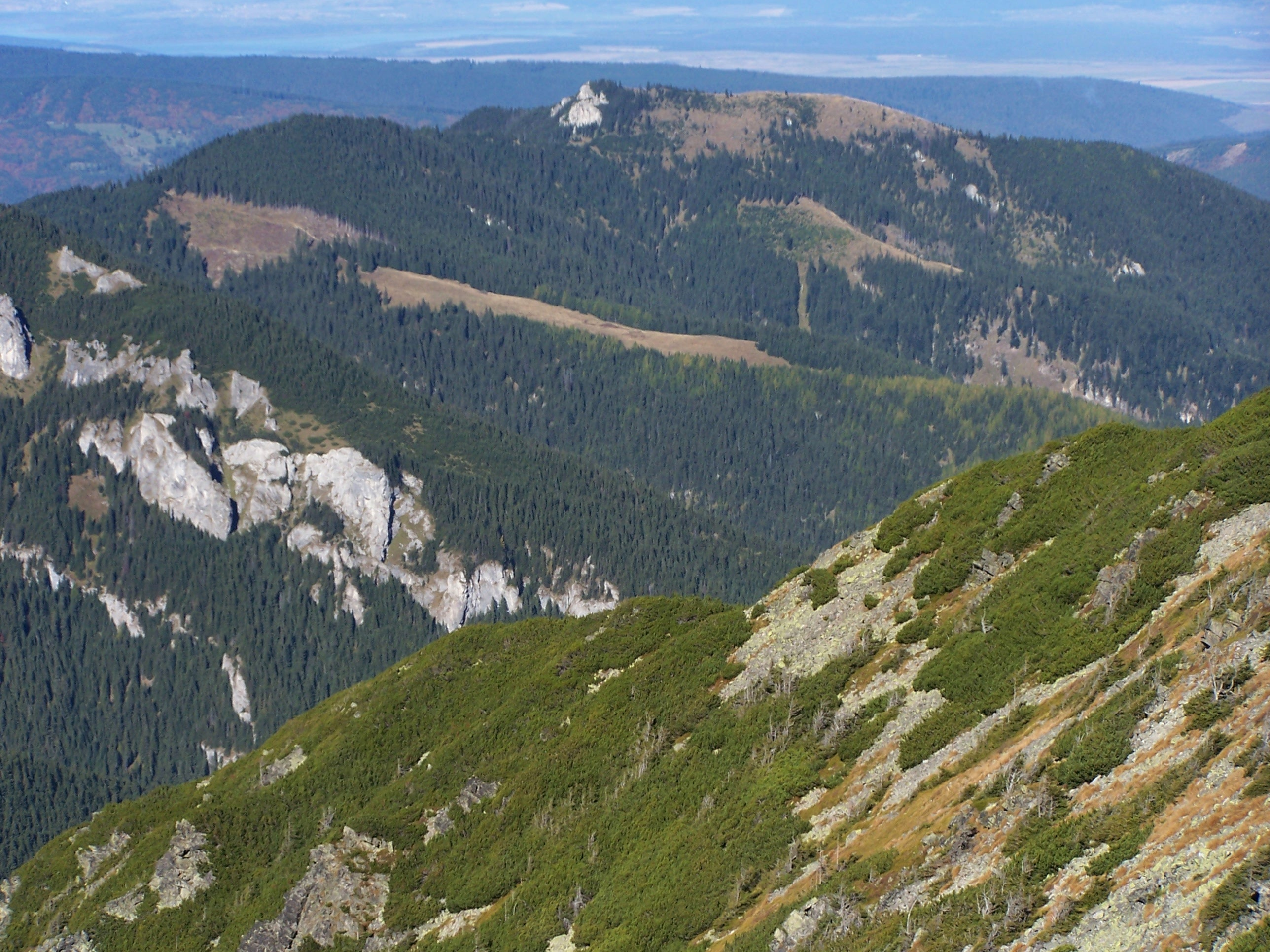
Na lewo od skalistego szczytu Furkaski Furkaska Przełęcz i skośnie opadająca spod niej Dolina Długa

Dolina Długa – dolina będąca bocznym, zachodnim odgałęzieniem Doliny Chochołowskiej w Tatrach Zachodnich. Nazwa doliny pochodzi od Długiej Polany. Rejon doliny zbudowany jest ze skał osadowych z okresu dolnej jury. Jej wylot znajduje się na wprost polany Huciska, po drugiej stronie Chochołowskiego Potoku, sama zaś kręta dolina ciągnie się aż pod Furkaskę (1491 m), Przełęcz pod Furkaską i Parzątczak (1486 m) w granicznym polsko-słowackim grzbiecie zbiegającym od Bobrowca na północ. Od sąsiedniej na północ Doliny Krytej oddzielona jest niewysokim, lesistym grzbietem Pośrednie. Od północnej strony, spod Jaworzyńskiego Przysłopu opada do doliny żleb Wielki Ciemniak. Dnem doliny spływa okresowy potok.
Znajdująca się w paśmie reglowym Dolina Długa jest zalesiona. U jej wylotu znajduje się niewielka Długa Polana, niewidoczna z drogi prowadzącej Doliną Chochołowską. Wysoko, na grzbiecie oddzielającym Dolinę Długą od doliny Głębowiec znajdują się jeszcze dwie polany: Przysłop pod Furkaską i polana Jaworzyna pod Furkaską. Wszystkie te polany należały dawniej do Hali Jaworzyna pod Furkaską, nazywanej także Halą Jaworzyna.
Ciekawa flora. M.in. stwierdzono tutaj występowanie takich rzadkich w polskich Karpatach roślin, jak: przewiercień długolistny, szczwoligorz tatarski, ostrożeń głowacz, zarzyczka górska.
Znajdująca się na obszarze Tatrzańskiego Parku Narodowego Dolina Długa jest własnością Wspólnoty Leśnej Uprawnionych Ośmiu Wsi i jest wyłączona z ruchu turystycznego.